# آتیکوس راس
آتیکوس راس (انگلیسی: Atticus Matthew Cowper Ross؛ زادهٔ ۱۶ ژانویهٔ ۱۹۶۸) موسیقی‌دان اهل بریتانیا است. وی از سال ۱۹۹۲ میلادی تاکنون مشغول فعالیت بوده‌است.
راس در سال ۲۰۱۱ در هشتاد و سومین دوره مراسم اسکار برای همکاری در ساخت موسیقی فیلم شبکه اجتماعی به‌طور مشترک با ترنت رزنر برندهٔ جایزه اسکار بهترین موسیقی فیلم شد.
همکاریِ این دو در ساختِ موسیقی برای فیلم‌های دختری با خالکوبی اژدها و دختر گم‌شده ادامه یافته‌است.